# مارک بنتلی
مارک بنتلی (انگلیسی: Mark Bentley؛ زادهٔ ۷ ژانویهٔ ۱۹۷۸) بازیکن فوتبال اهل بریتانیا است.
از باشگاه‌هایی که در آن بازی کرده‌است می‌توان به باشگاه فوتبال کمبریج یونایتد، باشگاه فوتبال ویلدستون، باشگاه فوتبال بورم‌وود، باشگاه فوتبال گیلینگام، باشگاه فوتبال ساوتند یونایتد، باشگاه فوتبال ابسفلیت یونایتد، باشگاه فوتبال اولی، باشگاه فوتبال گرایس اتلتیک، باشگاه فوتبال داگنم و ردبریج، باشگاه فوتبال انفیلد ۱۸۹۳، باشگاه فوتبال هیز و یدینگ یونایتد، و باشگاه فوتبال آلدرشات تاون اشاره کرد.